# Paul Viard
Pour les articles homonymes, voir Viard.
Paul Viard, né le 27 février 1902 à Épinal et mort le 26 mars 1984 à Neuilly-sur-Seine, est un historien du droit et homme politique français.

## Biographie
Paul Viard, de son nom complet Paul-Émile Viard, est né le 27 février 1902 à Épinal dans Les Vosges. Il meurt le 26 mars 1984  à Paris.
Issu d'une très ancienne famille vosgienne, Paul Viard mène de brillantes études littéraires et juridiques à Nancy. De 1927 à 1931, il appartient à l'Académie des sciences et lettres de Montpellier. En 1928, il décroche l'agrégation des Facultés de Droit. Nommé à la Faculté de Droit d'Alger, il se spécialise dans l'enseignement du droit romain. Il laisse derrière lui quelques ouvrages juridiques et  essais sur l'organisation politique de l'Algérie. En 1943, il devient doyen de la Faculté de Droit d'Alger.

## Ouvrages
- Les Pactes adjoints aux contrats en droit romain classique, 1928
- Les droits politiques des Indigènes d'Algérie, Recueil Sirey, Paris, 1937
- La "Mutui datio", 1939
- L'organisation constitutionnelle de la Communauté française, 1946
- Où en est l'Algérie?, 1959
- Traité élémentaire de droit public et de droit privé en Algérie, 1960
- La Femme Kabyle : . Préface de Paul-Émile Viard 1939